# رادوو
رادوو (به لاتین: Radłów) یک منطقهٔ مسکونی در لهستان است که در گمینا رادووو (استان لهستان کوچک‌تر) واقع شده‌است. رادوو ۲٬۸۰۰ نفر جمعیت دارد.